# هيثم قاسم طاهر
هيثم قاسم طاهر العبدلي (و. – م) هو سياسي، وضابط، من اليمن، ويحمل رتبة عسكرية لواء. تولى منصب وزير الدفاع اليمني (30 مايو 1993–5 سبتمبر 1994)، ووزير الدفاع اليمني (24 مايو 1990–30 مايو 1993). ولد اللواء هيثم في مديرية ردفان بمحافظة لحج.